# Henryk Jarosław Clam-Martinic
Henryk Jarosław Clam-Martinic (ur. 15 czerwca 1826 w Szentgyörgy, zm. 5 czerwca 1887 w Pradze) – prawnik, urzędnik, szambelan CK monarchii.
Był synem austriackiego generała Karla Josefa Nepomucena, hrabiego Clama-Martinica (1792-1840). Po studiach prawniczych rozpoczął pracę jako starszy urzędnik administracji państwowej w Melniku i w Budapeszcie. Następnie został gubernatorem w Krakowie i Prezydentem Galicji Zachodniej. W maju 1857 otrzymał tytuł honorowego obywatela miasta Krakowa. Od 1860 poświęcił się wyłącznie polityce i został przywódcą czeskiej arystokracji. Dostrzegł rozwiązanie problemu narodowościowego monarchii jedynie w "zachowaniu polityczno-historycznych indywidualności" koronnych po 1879 został wybrany na zastępcę przewodniczącego czeskiego koła poselskiego posłów w Radzie Państwa. Odznaczony Orderem Korony Żelaznej III klasy
Jego bratanek Heinrich Clam-Martinic był również politykiem i premierem Austrii.